# Chongorói
Chongorói è una municipalità dell'Angola appartenente alla provincia di Benguela. Ha 82.234 abitanti (stima del 2006) ed una superficie di 6.151 km².
Il principale comune è l'omonimo Chongorói.